# Andy Ludwig
Andy Ludwig (Ogden, Utah, 1964. május 14. –) amerikai amerikaifutball-játékos és -edző, 2019-től a Utah Utes támadókoordinátora. 1982 és 1986 között egyetemi sportcsapatok wide receivere volt.
Házas, két gyermeke van.

## Pályafutása
1987–1988-ban a Portland State Vikings wide receivereinek, 1989 és 1991 között az Idaho State Bengals quarterbackjeinek edzője, 1992-ben pedig a Utah Utes segédedzője volt. 1993–1994-ben az Augustana Vikings, 1997-ben pedig a Cal Poly Mustangs támadókoordinátora volt. 1995–1996-ban a Boise State Broncos quarterbackjeinek edzője volt.
1998 és 2001 között a Fresno State Bulldogs munkatársa volt; 2001-ben jelölték a Broyles-díjra. 2002 és 2004 között az Oregon Ducks támadókoordinátora volt, majd 2005-ben barátja, Kyle Whittingham vezetőedző felhívására visszatért a Utah Uteshoz. A 2009-es Sugar Bowlt követően felajánlották neki a Kansas State Wildcats támadókoordinátori pozícióját, de két hónap múlva a California Golden Bearshez, 2011-ben a San Diego State Aztecshez, 2013-ban pedig a Wisconsin Badgershöz szerződött.
2015-ben a Vanderbilt Commodores, 2019. január 10-én pedig újra a Utah Utes munkatársa lett.

## Fordítás
- Ez a szócikk részben vagy egészben  az   Andy Ludwig című angol Wikipédia-szócikk ezen változatának fordításán alapul.  Az eredeti cikk szerkesztőit annak laptörténete sorolja fel. Ez a jelzés csupán a megfogalmazás eredetét és a szerzői jogokat jelzi, nem szolgál a cikkben szereplő információk forrásmegjelöléseként.